# Allium symiacum
Allium symiacum — вид рослин з родини амарилісових (Amaryllidaceae); ендемік Греції.

## Опис
Цибулина яйцювата, 1.2–1.5 × 2–2.5 мм; оболонки від коричневих до чорнувато-коричневих. Стебло від висхідного до прямовисного, заввишки 30–60 см, голе. Листків 4 або 5, охоплюють 3/4–4/5 стебла, як правило, довші від стебла, порожнисті, злегка жолобчасті, ≈ 2 мм шириною, гладкі. Суцвіття розлоге, (17)20–35(42)-квіткове; квітконіжки зелені, нерівні. Оцвітина від чашоподібної до дзвінчастої; її листочки зеленувато-білі з темно-зеленою серединною жилкою, зворотнояйцювато-еліптичні, рівні, 4.2–4.5 × 2.2–2.4 мм, верхівка округла. Тичинкові нитки білі; пиляки жовтувато-білі. Коробочка зелена, субкуляста, вужча біля основи, 3.5–4 × 4–5 мм, 3-клапанна. Насіння чорне, ≈ 3 мм. 2n = 2x = 16.
Цвіте з кінця вересня до середини листопада; перше зріле насіння з'являється майже через місяць, з жовтня до кінця листопада.

## Поширення
Ендемік Греції (острів Симі, Південно-Східні Егейські острови). Росте на вапняних кам'янистих прибережних схилах